# Triplasis purpurea
Triplasis purpurea là một loài thực vật có hoa trong họ Hòa thảo. Loài này được (Walter) Chapm. miêu tả khoa học đầu tiên năm 1860.

## Hình ảnh

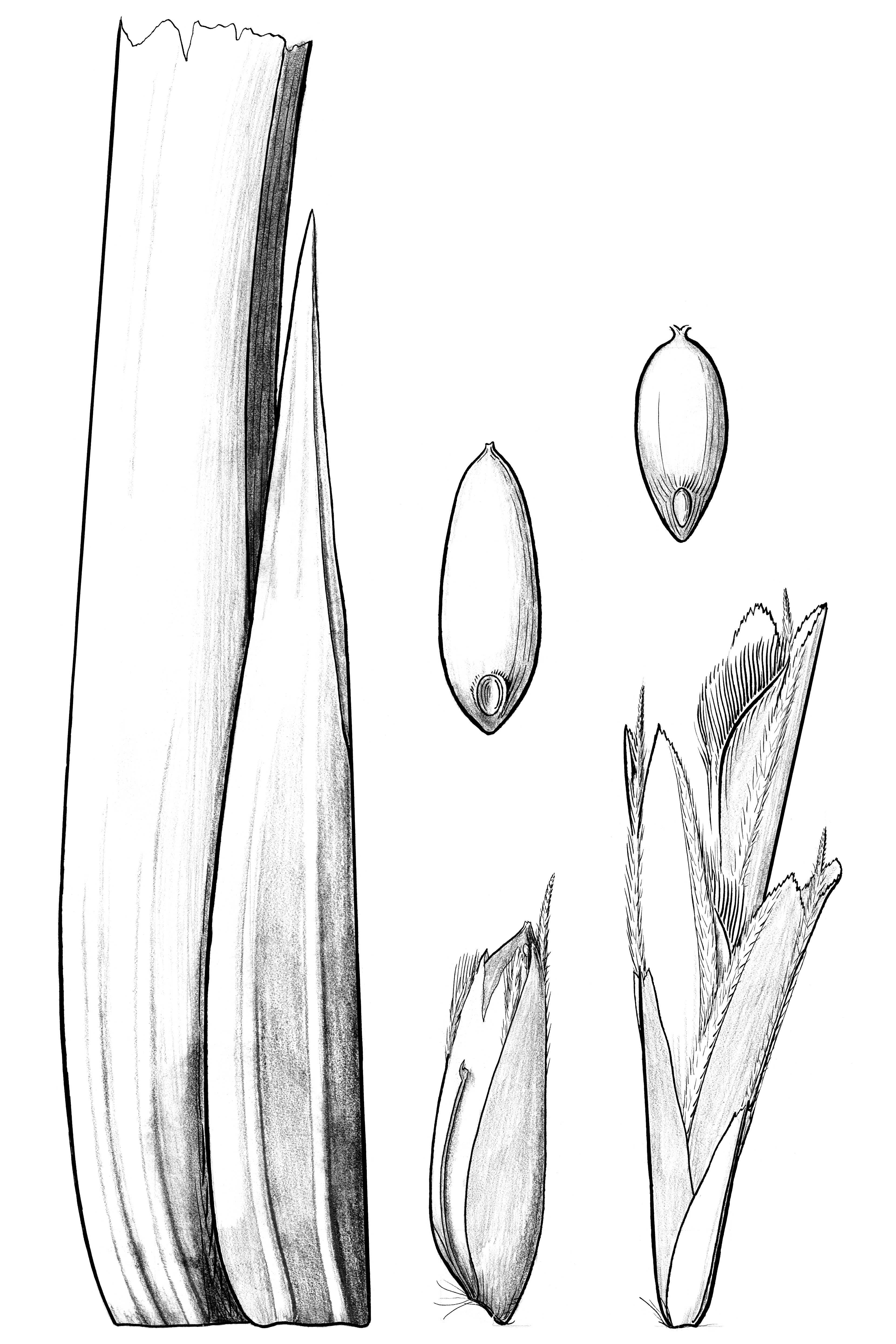
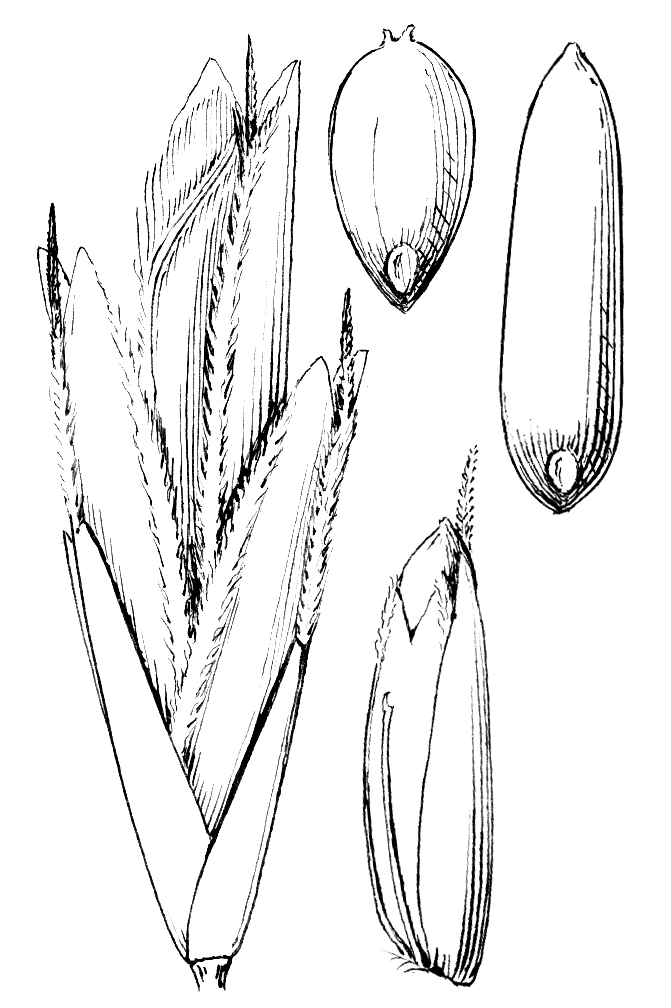
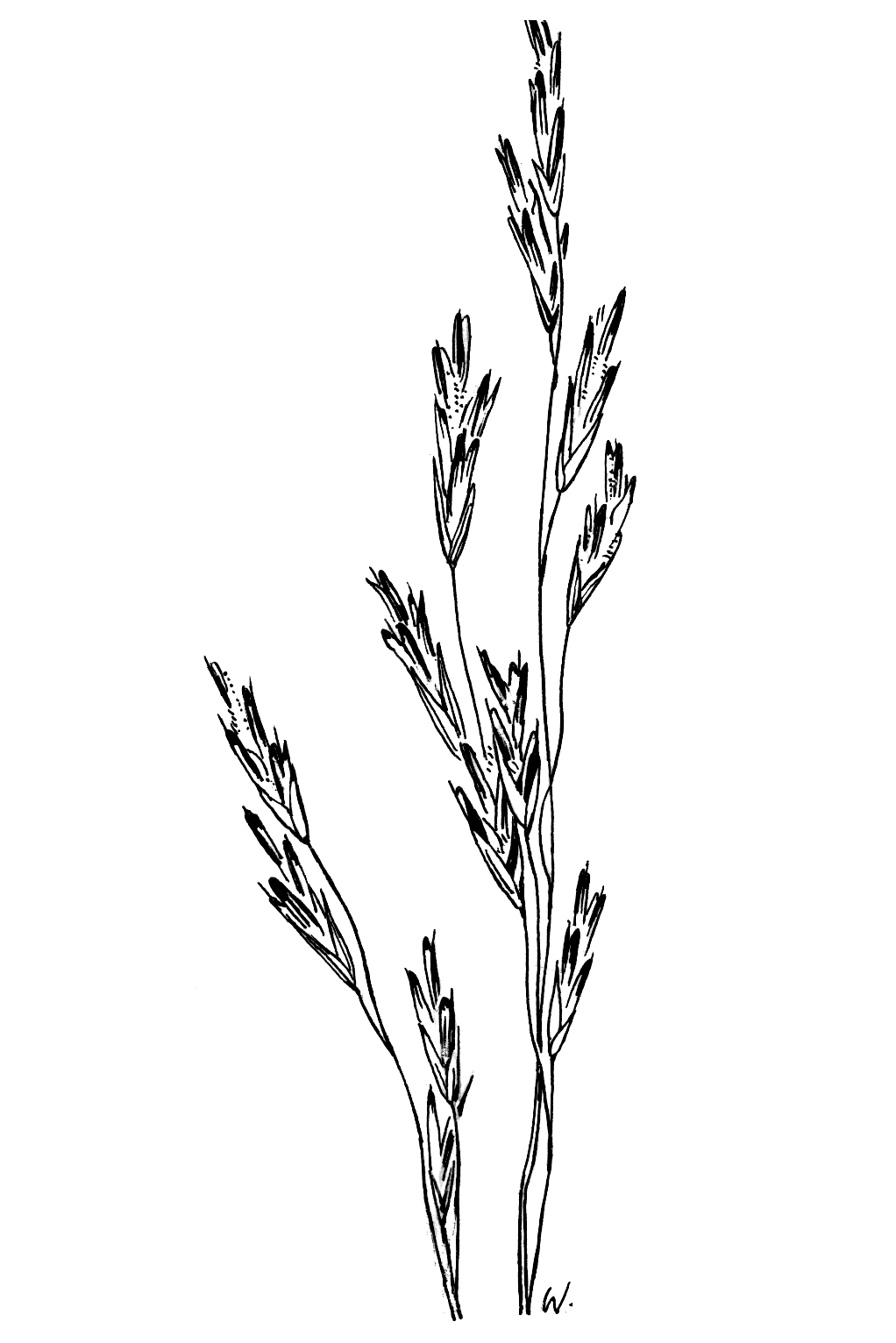
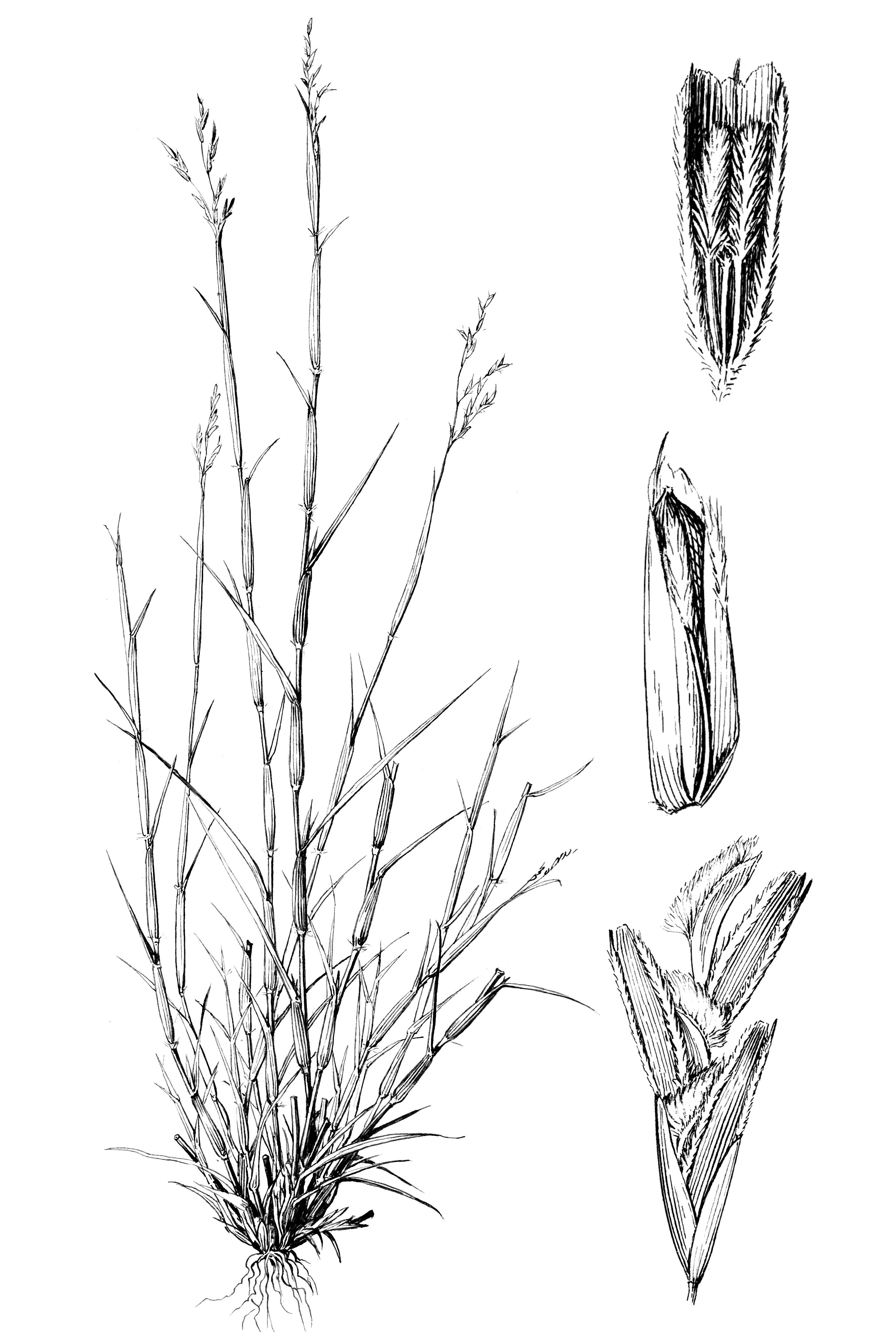